# Сигаури, Илесс Мутусович
Илесс Мутусович Сигаури (род. 24 ноября 1966, Атбасар, Целиноградская область) — российский чеченский филолог, историк и государственный деятель. Кандидат филологических наук, научный сотрудник Института языкознания РАН. Министр культуры, спорта, туризма и по делам молодёжи Чечни (1994—1997), начальник отдела науки, образования и культуры Временной администрации Чечни (1999—2000).

## Биография
Родился 24 ноября 1966 года в городе Атбасар Целиноградской области Казахской ССР. Работал секретарём комсомольской организации Грознефти. В 1993 году окончил филологический факультет Чечено-Ингушского государственного университета (сейчас Чеченский государственный университет) по специальности «русский язык и литература».
В 1994—1997 годах являлся министром культуры, спорта, туризма и по делам молодёжи Чечни. В 1996 году был похищен за пределами Грозного.
С 1997 года работал в социально-экономическом отделе Полномочного представительства правительства России в Чечне: сначала консультантом, с 1999 года — начальником. В 1999—2000 годах являлся начальником отдела науки, образования и культуры Временной администрации Чечни, подал в отставку после назначения А. А. Кадырова на должность главы Временной администрации Чечни. В 2000—2001 годах являлся начальником финансово-экономического отдела Полномочного представительства правительства России в Чечне.
В 2003—2004 годах являлся заместителем председателя совета директоров группы компаний «Милан».
В 2011 году защитил диссертацию «Исконная лексика чеченского языка» в Институте языкознания РАН и получил учёную степень кандидата филологических наук. С 2011 года являлся научным сотрудником отдела кавказских языков Института языкознания РАН.

## Научная деятельность
Автор около 100 научных статей и публикаций. Область научных интересов — история, этнография, лингвистика (компаративистика, социолингвистика), межнациональные и межконфессиональные проблемамы, региональная и глобальная аналитика.